# Collegio uninominale Lazio - 05 (2017)
Il collegio elettorale uninominale Lazio - 05 è stato un collegio elettorale uninominale della Repubblica Italiana per l'elezione del Senato tra il 2017 ed il 2022.

## Territorio
Come previsto dalla legge elettorale italiana del 2017, il collegio era stato definito tramite decreto legislativo all'interno della circoscrizione Lazio.
Era formato dal territorio di tutta la provincia di Viterbo e dai comuni di Allumiere, Anguillara Sabazia, Bracciano, Campagnano di Roma, Canale Monterano, Castelnuovo di Porto, Cerveteri, Civitavecchia, Formello, Ladispoli, Magliano Romano, Manziana, Mazzano Romano, Morlupo, Riano, Sacrofano, Santa Marinella, Tolfa e Trevignano Romano nella città metropolitana di Roma Capitale.
Il collegio era parte del collegio plurinominale Lazio - 02.

## Eletti
| Elezione | Elezione | Senatore             | Partito      |
| -------- | -------- | -------------------- | ------------ |
|          | 2018     | Francesco Battistoni | Forza Italia |

## Dati elettorali

### XVIII legislatura
Come previsto dalla legge elettorale, 116 senatori erano eletti con sistema a maggioranza relativa in altrettanti collegi uninominali a turno unico.
| Candidati              | Candidati                      | Voti    | %     | Liste                                | Voti    | %     |
| ---------------------- | ------------------------------ | ------- | ----- | ------------------------------------ | ------- | ----- |
|                        | Francesco Battistoni ✔️ Eletto | 118 557 | 39,86 | Lega                                 | 52 593  | 17,68 |
| Forza Italia           | Francesco Battistoni ✔️ Eletto | 118 557 | 39,86 | 43 216                               | 14,53   |       |
| Fratelli d'Italia      | Francesco Battistoni ✔️ Eletto | 118 557 | 39,86 | 20 944                               | 7,04    |       |
| Noi con l'Italia - UDC | Francesco Battistoni ✔️ Eletto | 118 557 | 39,86 | 1 804                                | 0,61    |       |
|                        | Alberto Cozzella               | 96 089  | 32,30 | Movimento 5 Stelle                   | 96 089  | 32,30 |
|                        | Alessandro Mazzoli             | 59 046  | 19,85 | Partito Democratico                  | 51 330  | 17,26 |
| +Europa                | Alessandro Mazzoli             | 59 046  | 19,85 | 5 594                                | 1,88    |       |
| Italia Europa Insieme  | Alessandro Mazzoli             | 59 046  | 19,85 | 1 174                                | 0,39    |       |
| Civica Popolare        | Alessandro Mazzoli             | 59 046  | 19,85 | 948                                  | 0,32    |       |
|                        | Stefania Cammilletti           | 7 540   | 2,53  | Liberi e Uguali                      | 7 540   | 2,53  |
|                        | Claudio Taglia                 | 6 317   | 2,12  | CasaPound                            | 6 317   | 2,12  |
|                        | Armando Di Marino              | 3 898   | 1,31  | Potere al Popolo!                    | 3 898   | 1,31  |
|                        | Mauro Botta                    | 1 813   | 0,61  | Partito Comunista                    | 1 813   | 0,61  |
|                        | Marco Rocchi                   | 1 545   | 0,52  | Il Popolo della Famiglia             | 1 545   | 0,52  |
|                        | Michele De Lazzaro             | 1 351   | 0,45  | Italia agli Italiani                 | 1 351   | 0,45  |
|                        | Antonello Armato               | 441     | 0,15  | Democrazia Cristiana                 | 441     | 0,15  |
|                        | Caterina Di Rienzo             | 353     | 0,12  | Per una Sinistra Rivoluzionaria      | 353     | 0,12  |
|                        | Corina Constantinescu          | 292     | 0,10  | Lista del Popolo per la Costituzione | 292     | 0,10  |
|                        | Mariana Altamira               | 216     | 0,07  | PRI - ALA                            | 216     | 0,07  |
| Totale                 | Totale                         | 297 458 | 100   |                                      | 297 458 | 100   |
|                        |                                |         |       |                                      |         |       |
| Voti non validi        | Voti non validi                | 10 244  | 3,33  |                                      |         |       |
| Votanti                | Votanti                        | 307 702 | 73,32 |                                      |         |       |
| Elettori               | Elettori                       | 419 659 |       |                                      |         |       |